# Северное Уолло
Северное Уолло — зона в регионе Амхара, Эфиопия.

## География
Площадь зоны составляет 12 172,5 км².

## Население
По данным Центрального статистического агентства Эфиопии на 2007 год население зоны составляет 1 500 303 человека, из них 752 895 мужчин и 747 408 женщин. Прирост населения по сравнению с данными переписи 1994 года составил 19,04 %. Плотность населения — 123,25 чел/км². Основная этническая группа — амхара, она составляет 99,38 % населения; оставшиеся 0,62 % представлены другими народностями. 99,28 % жителей зоны считают родным языком амхарский язык. 82,74 % населения являются приверженцами эфиопской православной церкви и 17,08 % населения исповедуют ислам.
По данным прошлой переписи 1994 года население зоны насчитывало 1 260 317 человек, из них 633 702 мужчины и 626 615 женщин. 99,61 % населения составляли амхара; оставшиеся 0,39 % были представлены другими этническими группами. 99,62 % жителей зоны считали родным языком амхарский; остальные 0,38 % населения назвали другие языки в качестве родного. 83,36 % населения были приверженцами эфиопской православной церкви и 10,0 % населения являлись мусульманами.

## Административное деление
В административном отношении подразделяется на 11 районов (ворэд).